# Алекса Шапоньїч
Алекса Шапоньїч  (серб. Алекса Шапоњић, 4 червня 1992) — сербський ватерполіст, олімпійський медаліст.

## Виступи на Олімпіадах
| Олімпіада   | Дисципліна | Місце |
| ----------- | ---------- | ----- |
| Лондон 2012 | водне поло | 3     |